# Kvarteret Kronan

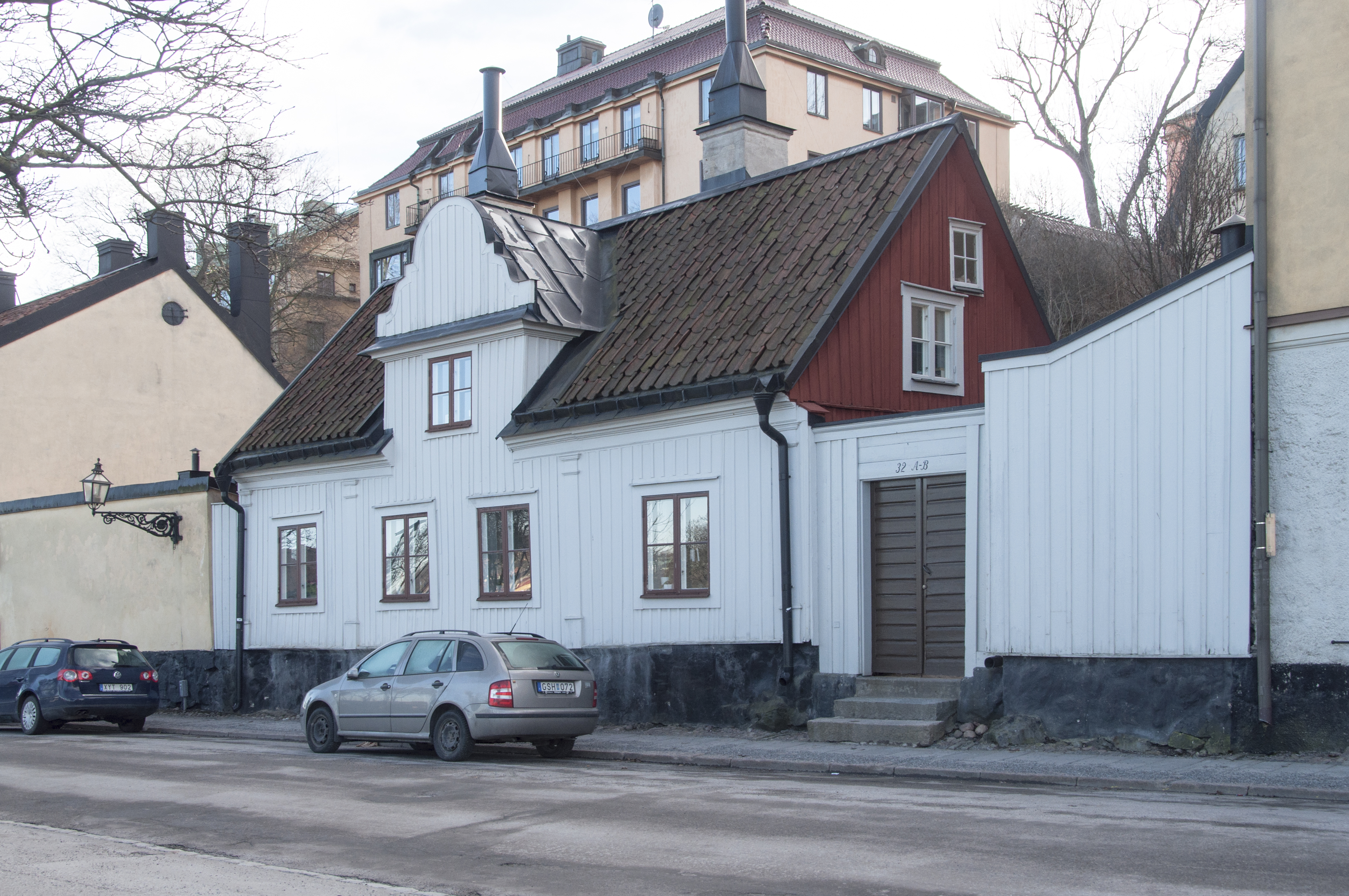
Trähuset i Kronan 5 från tidigt 1700-tal. I bakgrunden på höjden skymtar det påkostade stenhuset i Kronan 4 från 1920-talet.

Kvarteret Kronan ligger på nordöstra Södermalm i Stockholm. Kvarteret begränsas av Fjällgatan i norr, Lilla Erstagatan i öster, Stigbergsgatan i söder och Sista Styverns trappor i väster. Kvarteret består av fem fastigheter: Kronan 1, 2, 3, 4 och 5. Dagens bebyggelse i kvarteret härrör från tidigt 1700-tal till slutet av 1920-talet och representerar olika boendeformer från fattiga arbetare i enkla stugor till påkostade bostadshus med stora lägenheter för samhällets övre skikt. Husen är blå- respektive grönklassade av Stadsmuseet i Stockholm, vilket innebär att de bedöms ha ”synnerligen höga kulturhistoriska värden” respektive har ”positiv betydelse för stadsbilden och/eller har ett visst kulturhistoriskt värde”.

## Kvarteret, allmänt
Kvarteret Kronan är den östra delen av det tidigare kvarteret Stammen, som ursprungligen hette kvarteret Justitia. Här ligger Stigberget, även kallat Södermalms galgberg, som var Stockholms avrättningsplats under större delen av 1500- och 1600-talet. Det gamla kvartersnamnet Justitia påminner fortfarande därom. I Holms tomtbok från 1674 kallas området Quarteret Galgeberget med Gallgebergets gatan i norr som är Fjällgatans äldsta kända namn. Terrängens höga läge gjorde platsen även lämplig för en väderkvarn. På platsen för dagens fastighet Kronan 1 omnämns ”Rolands kvarn”. Kvarnen var känd från 1600-talets mitt, den redovisas på Petrus Tillaeus karta från 1733 men uppges där som ”afbrunnen”, troligen i samband med Katarinabranden 1723 där 500 gårdar på nordöstra Södermalm förstördes och Katarina kyrka skadades svårt. 
Redan 1913 motionerade politikern Anna Lindhagen om att området skulle bli ett kulturreservat och räddas åt eftervärlden. Beslutet kom dock först 1956, långt efter hennes död. Nuvarande kvartersnamnet Kronan etablerades på 1930-talet och tillhör samma trädgårdsrelaterade kategori som kvarteren Buketten, Rabatten, Roten och Stammen samt de numera utgångna kvarteren Blomman, Grenen, Kransen och Stjälken. Namnen påminner om den tiden på 1600-talet då det fanns på den norra sluttningen av nuvarande Fjällgatan stora tomter som bland annat nyttjades för trädgårdsodlingar. 
| Quarteret Galgeberget 1674 och kvarteret Stammen 1899. Dagens kvarteret Kronan inom röd markering. |  | Quarteret Galgeberget 1674 och kvarteret Stammen 1899. Dagens kvarteret Kronan inom röd markering. |
| Quarteret Galgeberget 1674 och kvarteret Stammen 1899. Dagens kvarteret Kronan inom röd markering. |  | |

## Kvarterets fastigheter

### Kronan 1, Fjällgatan 38

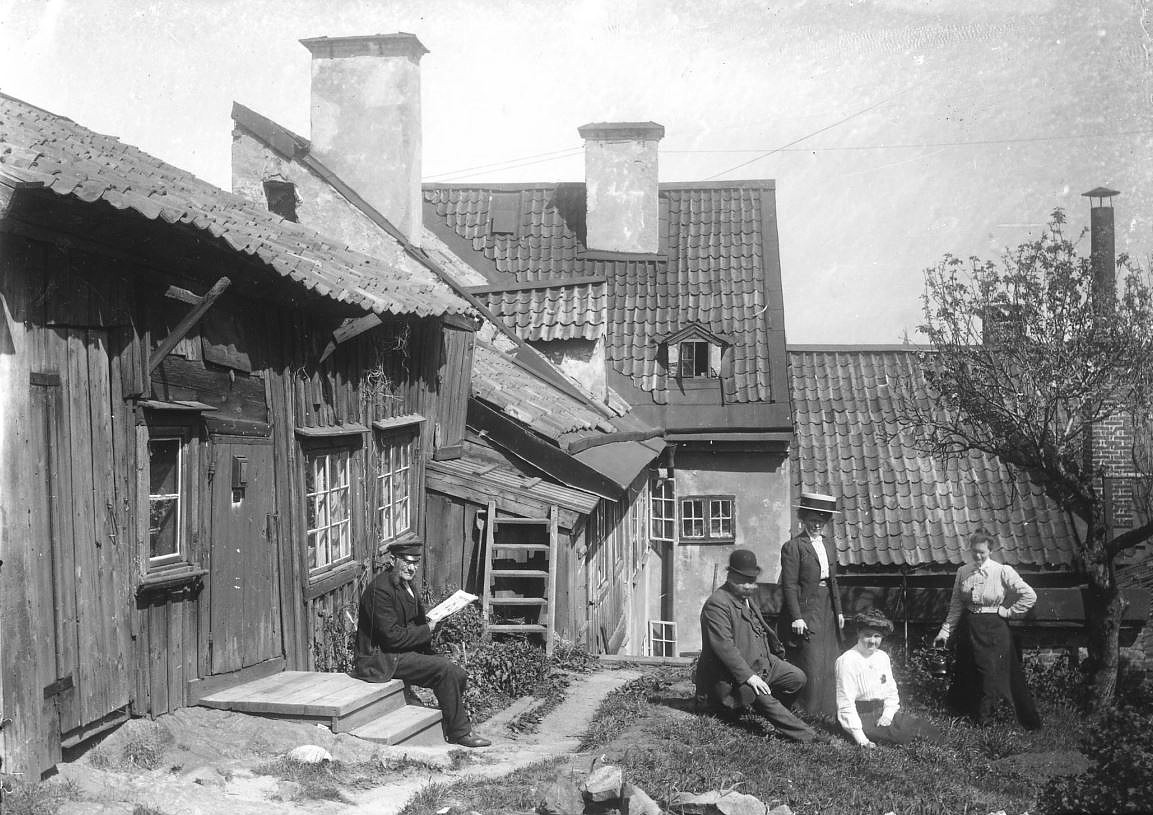
Bakgården på Kronan 1 på 1910-talet.

Fastigheten Kronan 1 består av ett trä- och ett stenhus. Trähuset är från tiden strax efter Katarinabranden 1723 och stenhuset uppfördes på 1700-talets mitt. År 1730 bodde här kofferdisjömannan Erich Holmberg med familj i ett timmerhus om två rum och källare. Under nästa ägare uppfördes stenhuset som stod färdigt år 1758. Byggnaden fick två våningar med varsin lägenhet samt inredd vind. In mot bakgården fanns flera träbyggnader vilka revs på 1930-talet. 
I början av 1980-talet var husen fortfarande omoderna, det saknades exempelvis rinnande vatten och i ett av köken användes den gamla vedspisen fortfarande för matlagning. 1979 inventerades bebyggelsen av Stadsmuseet och på 1980-talet utfördes en varsam upprustning som även omfattade fastigheterna Kronan 2 och 5. Uppdragsgivare var AB Familjebostäder som anlitade arkitekt Bengt Holger Jonson. Fastigheten ägs och förvaltas av AB Stadsholmen och är blåmärkt av Stadsmuseet.

### Kronan 2, Fjällgatan 40

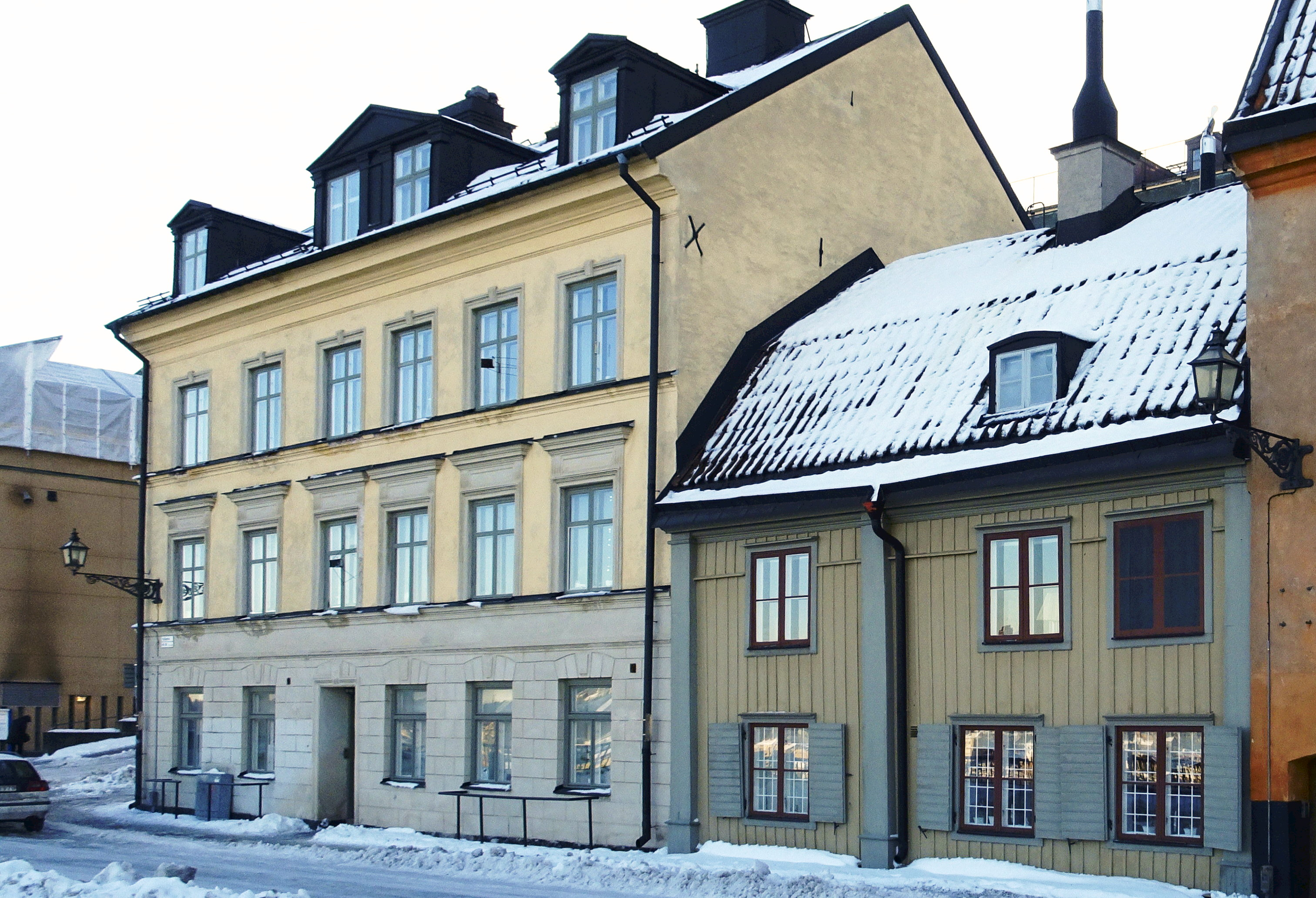
Kronan 2 (till vänster) och Kronan 1.

Kronan 2 motsvarar hörntomten Fjällgatan / Lilla Erstagatan. På platsen fanns tidigare enklare bostadshus, bodar och skjul av trä. Byggherren och byggmästaren för det nya bostadshuset var Salomon Isacsson som i slutet av 1870 förvärvat tomten. Den nya byggnaden uppfördes efter ritningar av slottsmuraren Gustaf Samuelsson. Huset fick tre våningar med sex fönsteraxlars bredd och placerades med långsidan mot gatan. Huvudentrén nås från gatan medan trapphuset är vänt mot söder (gårdssidan). Planen är symmetrisk med två lägenheter om två rum och kök på varje plan och två små kamrar på vinden. Gustaf Samuelssons ritning från september 1878 uppföljdes året därpå av en reviderad, osignerad ritning som mer överensstämmer med dagens utseende.
Fasaderna gestaltades i återhållsam nyrenässans med rusticerad bottenvåning och med dekorativt utformade fönsteromfattningar i puts. Kronan 2 är ett bra exempel på hur Fjällgatans ”vildvuxna” trähusbebyggelse under 1800-talet ersattes av stenhus gestaltade i tidens moderna arkitekturstil. Fastigheten förvärvades 1907 av Stockholms stad och ägs idag av AB Stadsholmen. I början av 1980-talet moderniserades lägenheterna efter ritningar av arkitekt Bengt Holger Jonson. Samtliga bostäder fick badrum och större kök vilket minskade lägenhetsstorleken från tre till två rum och kök. Samtidigt slogs kamrarna på vinden ihop till en lägenhet om fyra rum och kök. Huset är grönklassat av Stadsmuseet.

### Kronan 3, Lilla Erstagatan 4 /  Stigbergsgatan 37

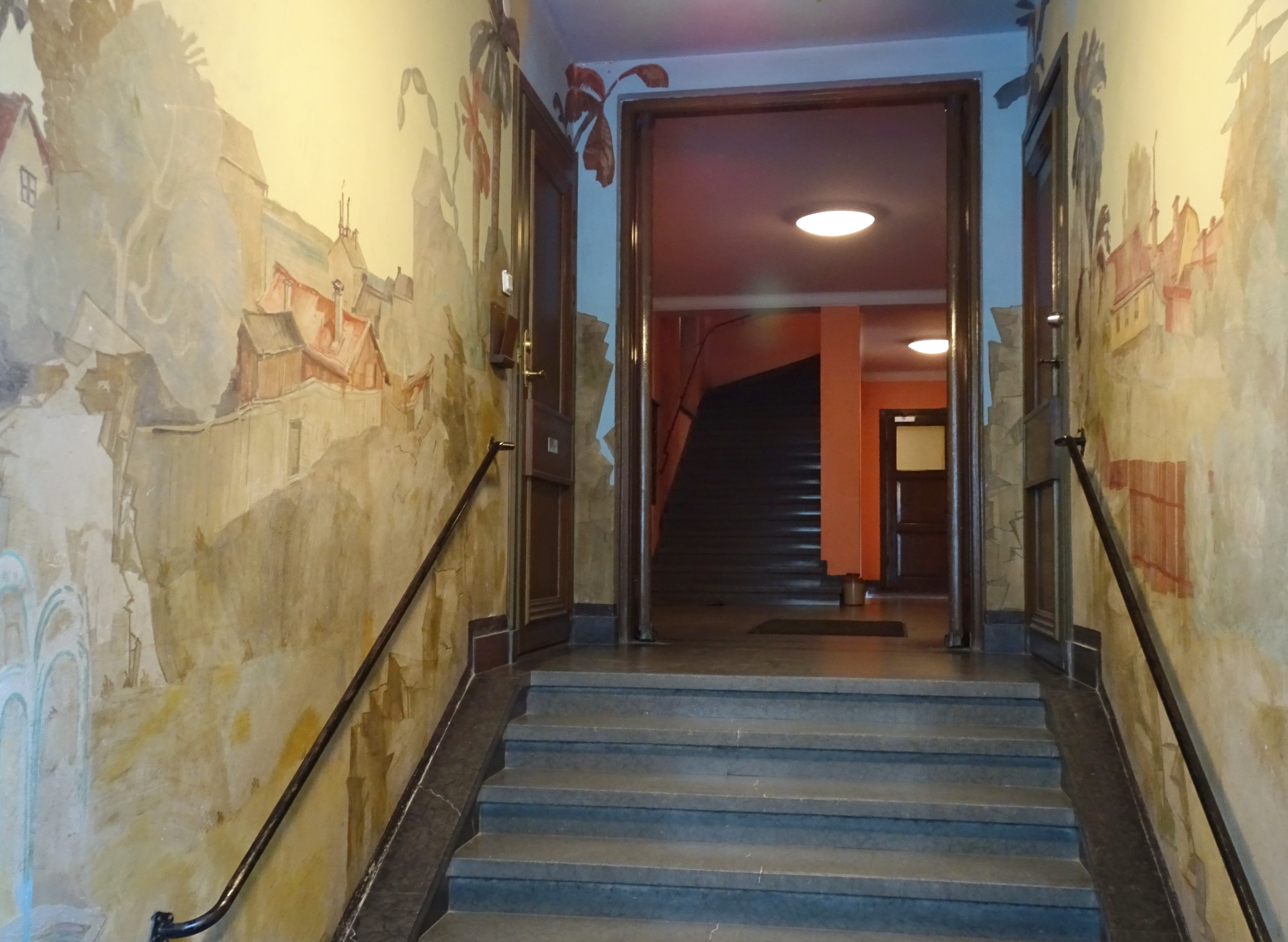
Trapphall Kronan 3 med väggmålningar.

Byggnaden i Kronan 3 är det senast uppförda huset i kvarteret och stod färdigt 1928. Beställare och byggmästare var E. Blom som anlitade arkitekt Paul Hedqvist att formge huset. Kronan 3 representerar ett av Hedqvists tidiga arbeten innan han svängde från 1920-talsklassicism över till funktionalism. Hans byggnad i hörnet Lilla Erstagatan / Stigbergsgatan fick fyra våningar och indragen takvåning. Porten från Lilla Erstagatan flankeras av manieristisk gestaltade entrévoluter. I portgången finns väggmålningar med motiv från Stigberget.  Fastigheten innehåller idag 16 lägenheter som ägs av bostadsrättsföreningen Fyrkronan. Huset är grönklassat av Stadsmuseet.

### Kronan 4, Stigbergsgatan 35

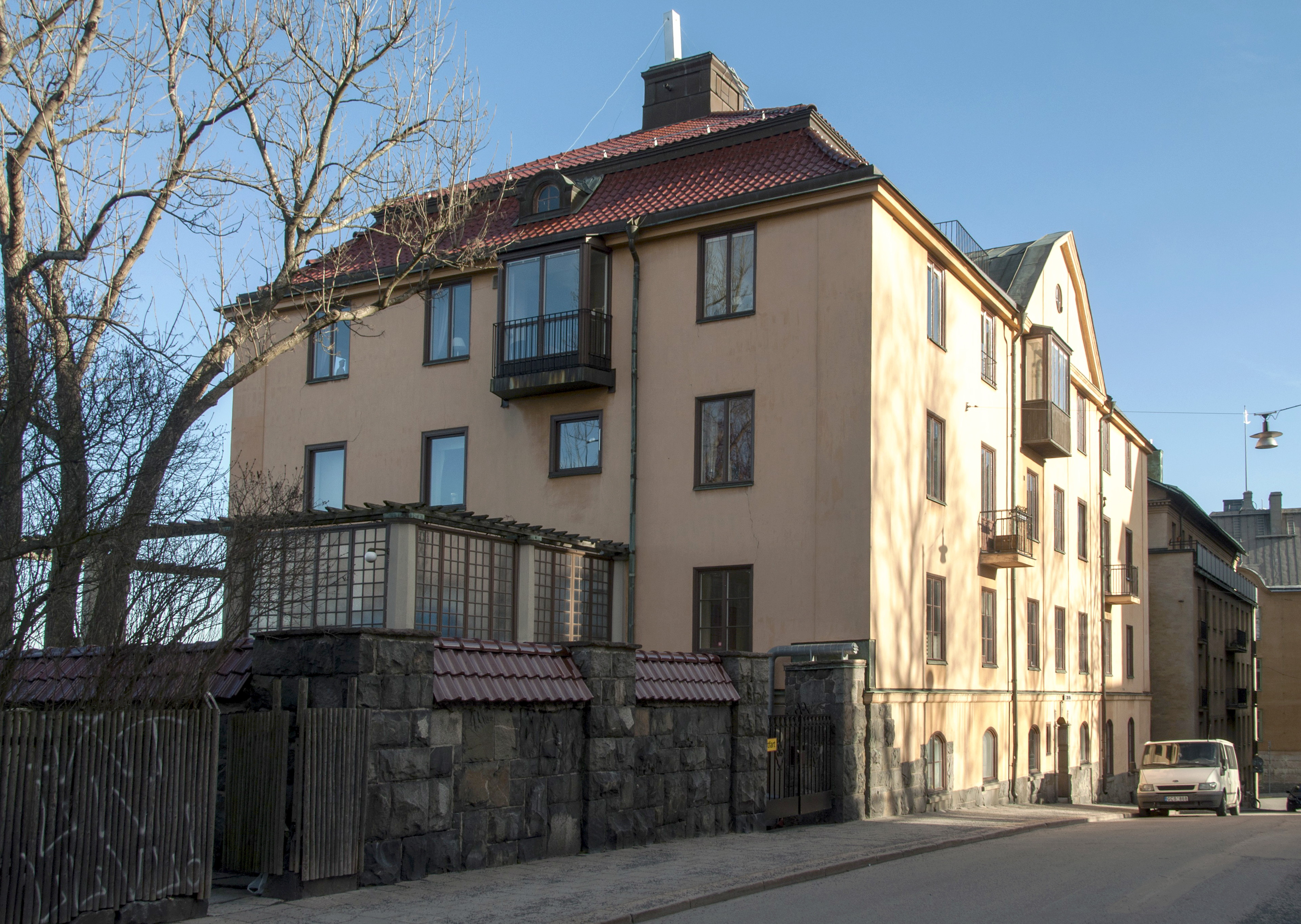
Kronan 4, fasad mot Stigbergsgatan.

Fastigheten Kronan 4 uppfördes 1919–1920 på en tidigare obebyggd tomt för Aktiebolaget Stannum efter ritningar av arkitektkontoret Östlihn & Stark (Josef Östlihn och Albin Stark). Fasaderna accentueras av balkonger, burspråk och frontespis. Yttertaket täcktes med glaserat taktegel. Varje våningsplan bestod av en enda lägenhet om sju till åtta rum och kök samt badrum och flera separata toiletter. För personalen (på ritningen kallad "tjänare") fanns två rum intill köket / serveringsgången och med egen trappa från Stigbergsgatan. Standarden var hög och stod i stark kontrast till de enkla träkåkarna vid Fjällgatan nedanför. 
Bland de första hyresgästerna som flyttade in 1921 märks grosshandlaren Johan Petter Åhlén, grundare av Åhléns, Tempovaruhusen och Åhlén & Åkerlunds förlag. I slutet av 1950-talet utfördes en större ombyggnad av huset efter ritningar av Backström & Reinius där bland annat en bostad på vinden inrättades och en hiss installerades. Fastigheten innehåller idag nio lägenheter som ägs av bostadsrättsföreningen Kronan 4. År 2010 såldes en av lägenheterna (sju rum och kök, 311 m²) för 24 miljoner kronor. Huset är grönklassat av Stadsmuseet.

### Kronan 5, Fjällgatan 30–36
Fastigheten Kronan 5 bildades 1977 av fyra äldre tomter och omfattar den västra delen av kvarteret. Bebyggelsen i kvarteret består av trä- och stenhus från 1700-talet respektive tidigt 1800-tal. Den idag kvarvarande miljön med grönskande och terrasserade trädgårdstomter ger en god bild av hur Stockholms malmar såg ut före industrialiseringen som förändrade stora delar av Södermalm och Stockholm i slutet av 1800-talet. Mot Stigbergsgatan ligger Anna Lindhagens täppa med ett lusthus från 1776.
Inom kvarteret var politikern Anna Lindhagen och författaren Per Anders Fogelström bosatta och skulptörerna Ture Johansson och Lena Börjeson hade sin verksamhet här. I stenhuset Fjällgatan 34 finns Stigbergets borgarrum, ett litet museum som visar hur en borgarfamilj kunde bo under mitten av 1800-talet. Lägenheten om sex rum och kök möblerades av Anna Lindhagen, delvis med föremål från sitt eget hem.
I början av 1980-talet moderniserades samtliga lägenheter i Kronan 5 genom AB Familjebostäder och med Bengt Holger Jonson som ansvarig arkitekt. Fastigheten Kronan 5 ägs av AB Stadsholmen och är blåmärkt av Stadsmuseet i Stockholm.

Byggnader och miljöer Kronan 5
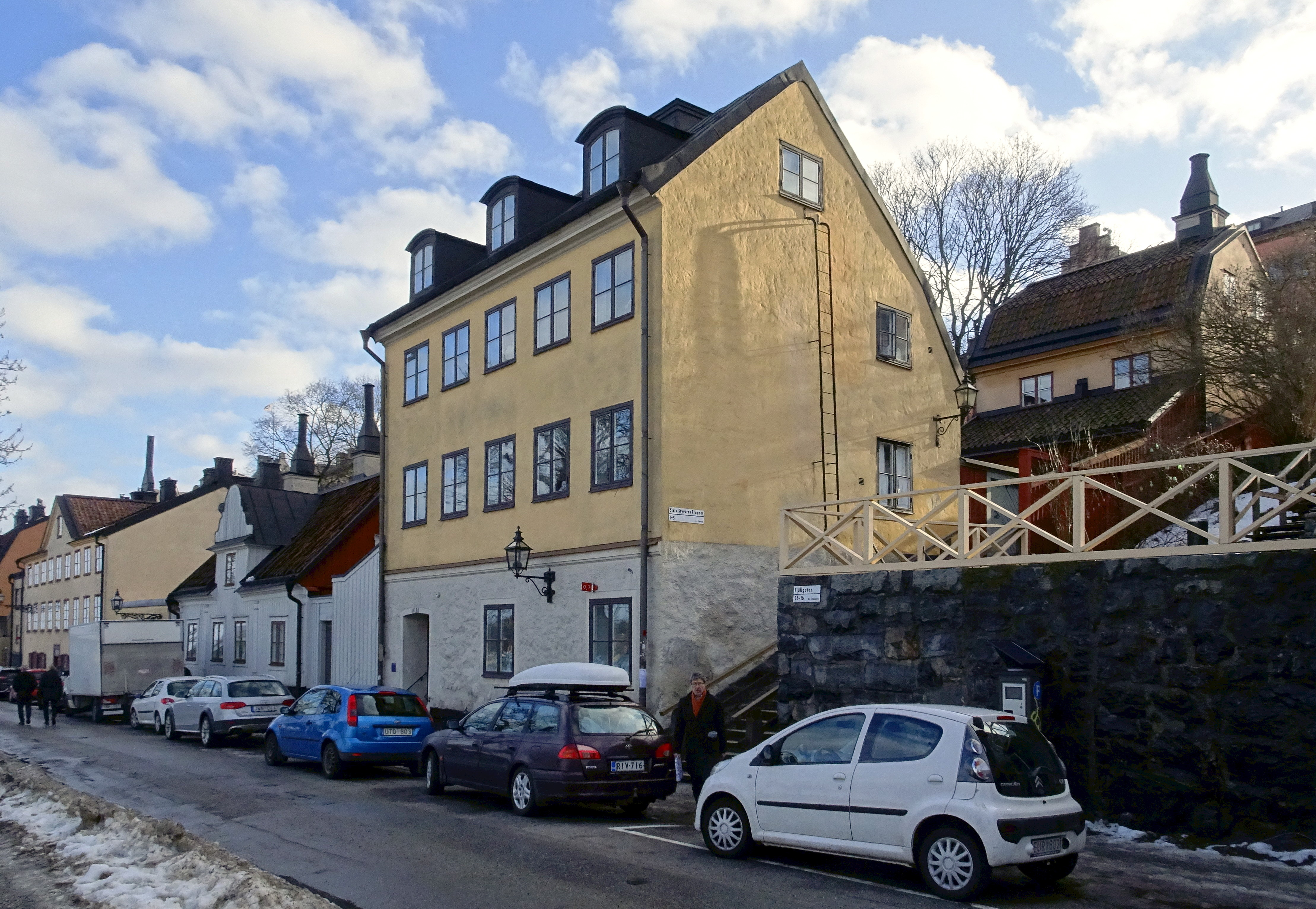
Fjällgatan 30 (närmast) och 32.
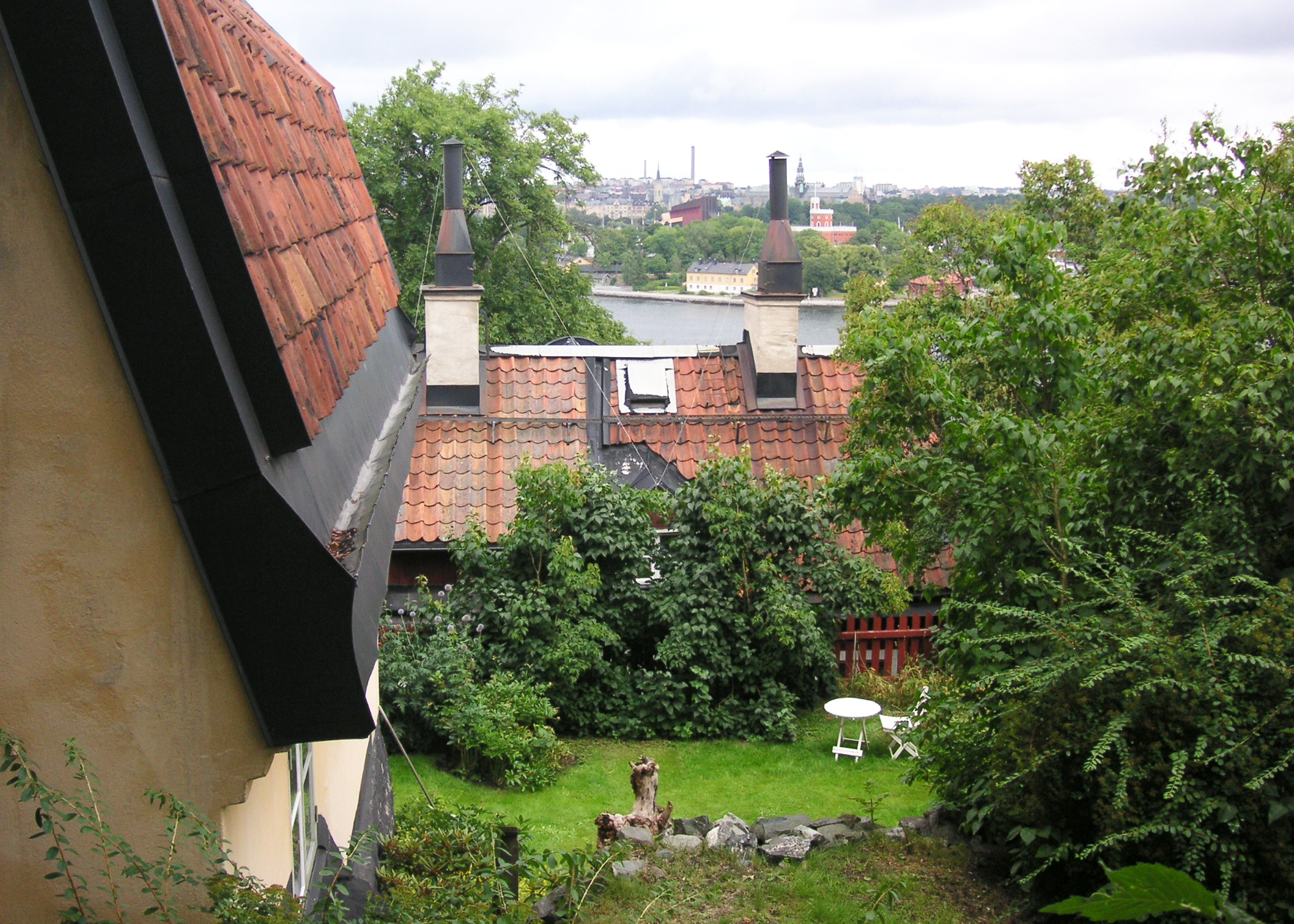
Fjällgatan 32A och B (gårdssidan).
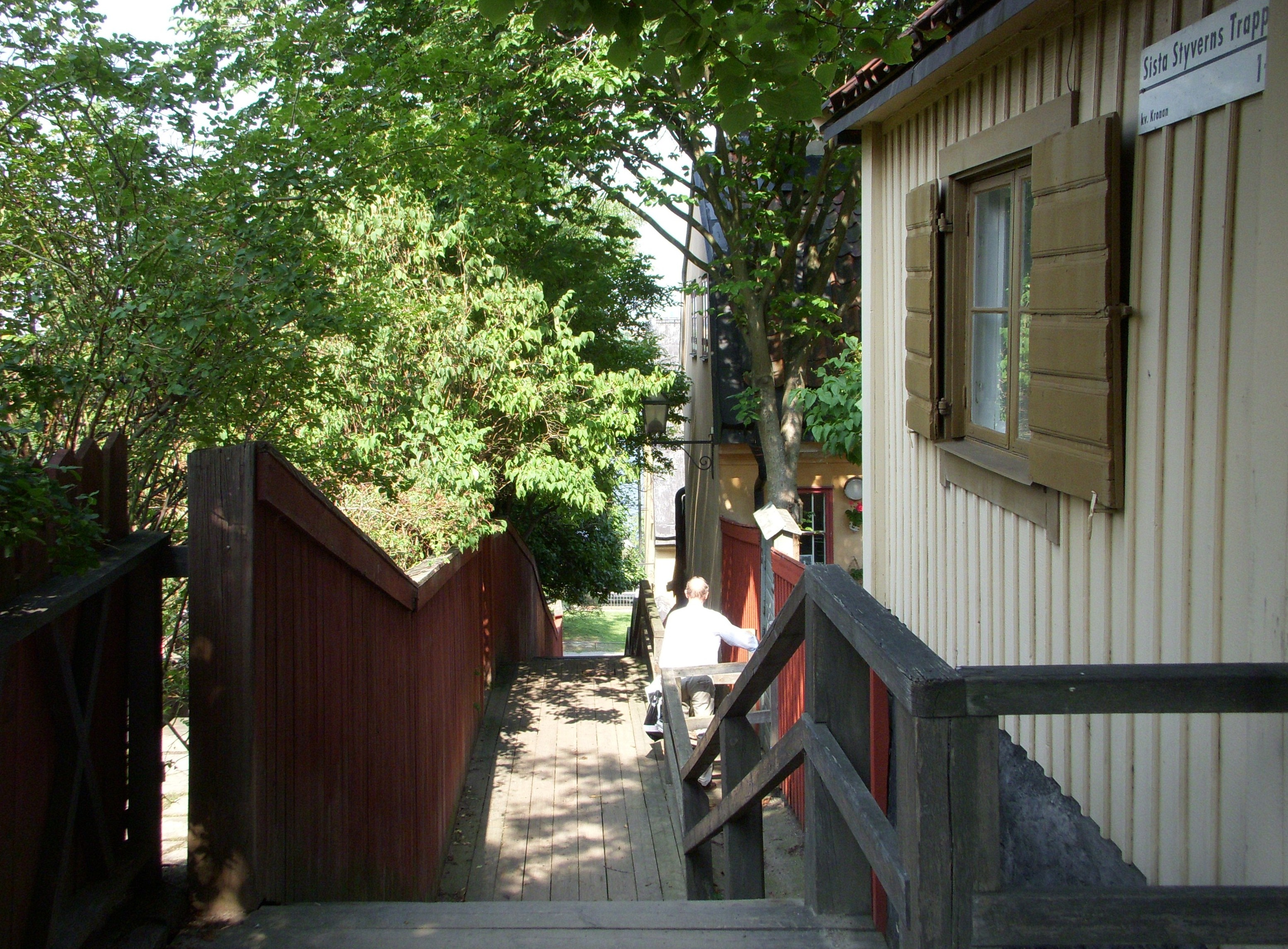
Sista Styverns trappor.
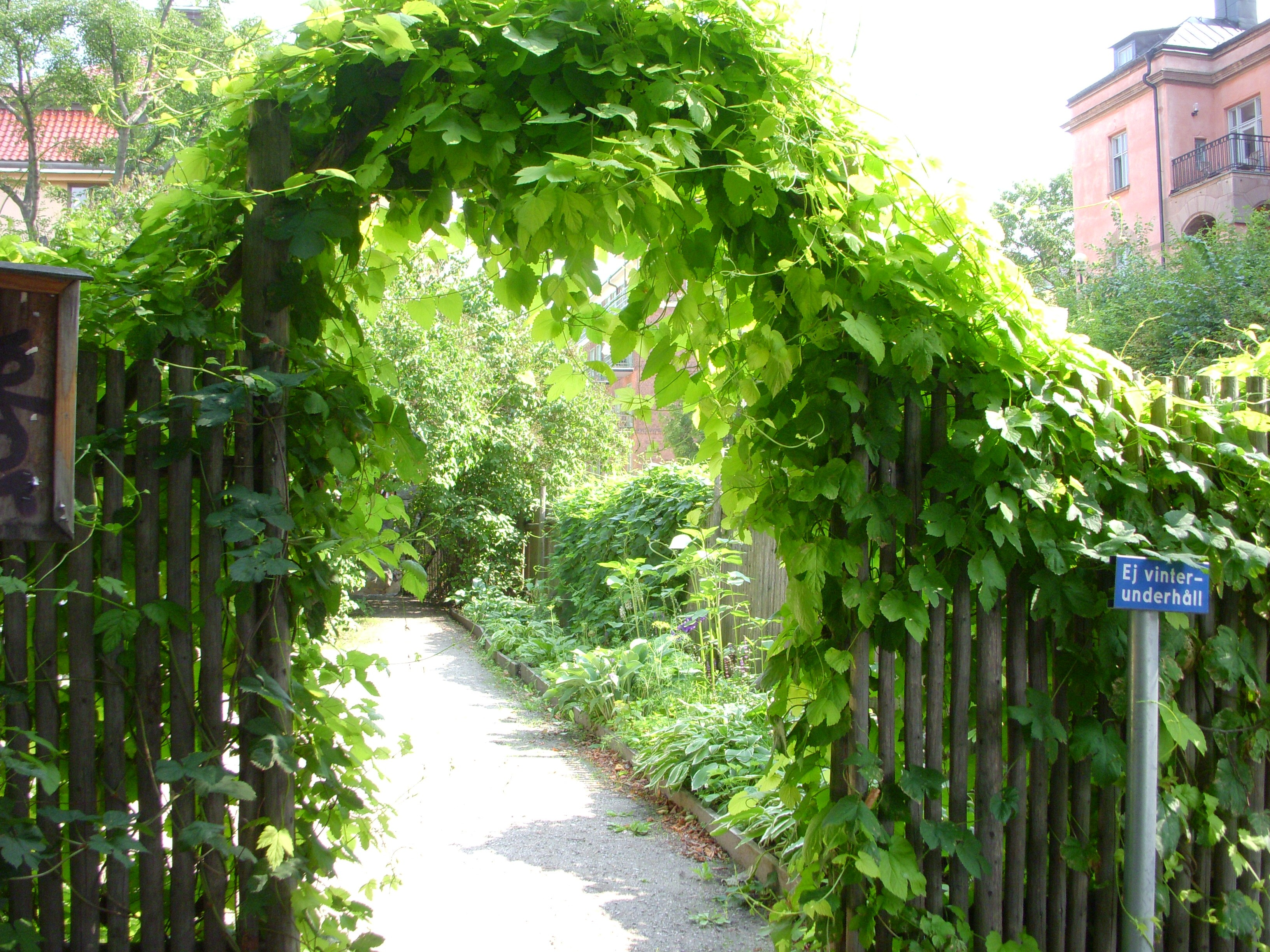
Anna Lindhagens täppa.
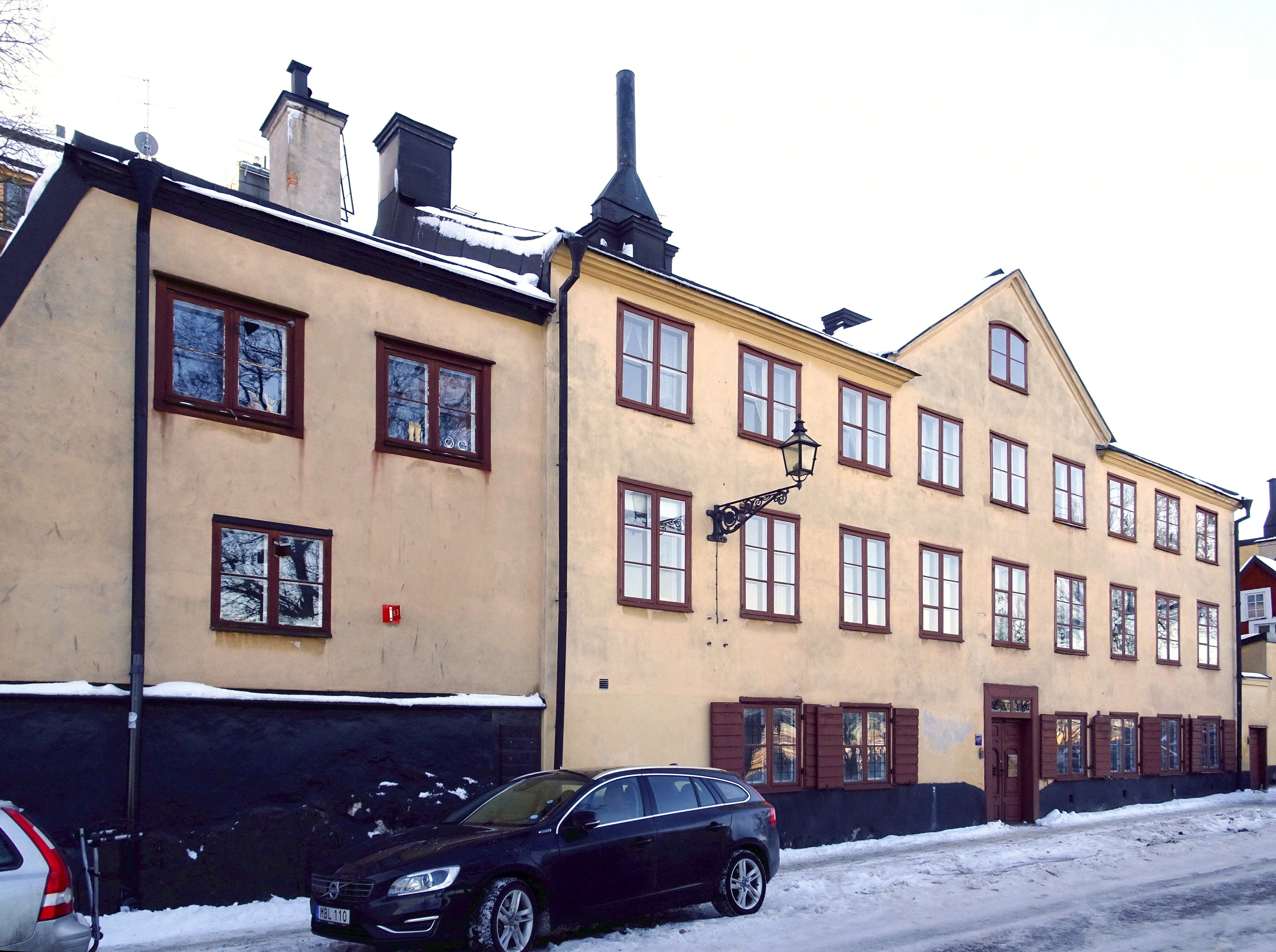
Fjällgatan 36 (närmast) och 34.